# Nowy Arsenał w Wilnie

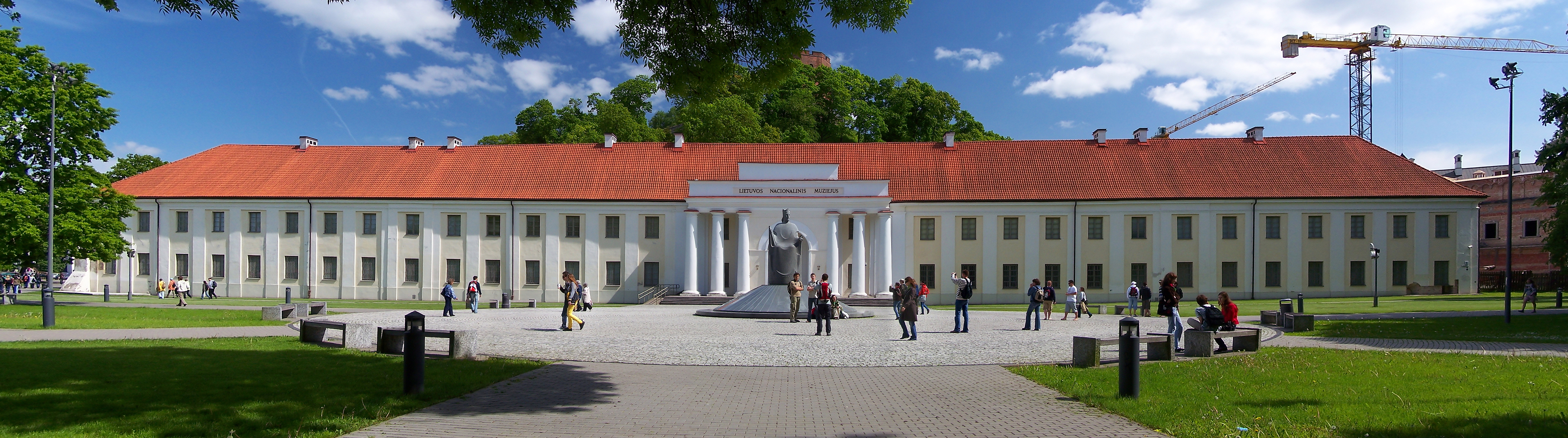
Litewskie Muzeum Narodowe w Nowym Arsenale w Wilnie

Nowy Arsenał (lit. Naujasis arsenalas) – budowla w Wilnie, wzniesiona w XVIII wieku na rozkaz hetmana wielkiego litewskiego Michała Kazimierza Ogińskiego na pozostałościach dawniejszych budynków zamkowych. W XIX wieku mieściły się w arsenale koszary wojskowe. Podczas II wojny światowej budynek został uszkodzony. Renowacje przeprowadzono w 1987 i 1997 roku.
Obecnie w arsenale mieści się Litewskie Muzeum Narodowe.